# Ralphie May
Ralph Duren "Ralphie" May (17. februar 1972 – 6. oktober 2017) var en amerikansk standupkomiker og filmskuespiller.